# Zavitne, Berșad
Zavitne (în ucraineană Завітне) este un sat în comuna Șleahova din raionul Berșad, regiunea Vinnița, Ucraina.

## Demografie
Componența lingvistică a localității Zavitne
     Ucraineană (96,34%)
     Rusă (3,14%)
Conform recensământului din 2001, majoritatea populației localității Zavitne era vorbitoare de ucraineană (96,34%), existând în minoritate și vorbitori de rusă (3,14%).